# The Loving Kind
"The Loving Kind" é o título do 20° single do grupo pop britânico Girls Aloud, e o segundo do seu quinto álbum álbum de estúdio, Out of Control. O single será lançado em 12 de janeiro de 2009 pela gravadora Fascination Records, e conta com a colaboração dos Pet Shop Boys na sua composição e produção.

## Lançamento e recepção
O lançamento de "The Loving Kind" como single foi confirmado em 21 de novembro de 2008 pelo sítio oficial do grupo. Neil Tennant dos Pet Shop Boys disse que co-escreveu a canção enquanto trabalhava com Xenomania (produtor das Girls Aloud), e descreveu a canção como "linda, e ainda assim dançante".
O Popjustice disse que "a letra tem a tristeza e a melancolia de uma grande balada romântica, mas a produção leva a canção direto para a pista de dança e lhe dá uma inegável sensação de otimismo". A música é comparada ao single de 2007 do grupo, "Call the Shots", e foi classificada como uma "decepção" pelo NME, e "a melhor coisa que o grupo já fez até hoje" pelo musicOMH.

## Videoclipe
O video de "The Loving Kind", dirigido por Trudy Bellinger, estreou no canal 4 Music e no Channel 4 em 3 de dezembro de 2008.

## Faixas e formatos
O single de "The Loving Kind" traz um novo b-side, intitulado "Memory of You". Um megamix com canções do grupo será lançado para celebrar o vigésimo single.
Esses são os principais formatos e tracklists lançados do single de "The Loving Kind".
UK CD (Fascination)
1. "The Loving Kind" - 3:54
2. "Memory of You"

## Desempenho nas paradas
"The Loving Kind" estreou no UK Singles Chart em 14 de dezembro de 2008 na posição #87, baseado apenas em downloads, antes mesmo de ser lançada. Na segunda semana, a música pulou para a posição #38. Depois que a edição física do single foi lançada, a música quase não alcançou o Top 10, mas conseguiu entrar em #10.
Mesmo assim, a música foi a pior música nas paradas das garotas, perdendo até para See the Day.

### Posição nas paradas
| Paradas (2008)                 | Posição |
| ------------------------------ | ------- |
| Reino Unido - UK Singles Chart | 10      |
| Irlanda                        | 16      |
| Hot 100 Singles                | 37      |